# Albertinebrednäbb
Albertinebrednäbb (Pseudocalyptomena graueri) är en afrikansk fågel i familjen praktbrednäbbar inom ordningen tättingar.

## Utseende och läten
Albertinebrednäbb är en liten (10 cm), rund fågel med kort stjärt. Fjäderdräkten är genomgående lövgrön, med blått på strupe. bröst ch övergump. Lätet är ett diskant och gnissligt kvitter.

## Utbredning och systematik
Fågeln är endemisk för Itombwebergen i östra Demokratiska republiken Kongo och sydvästra Uganda. Den behandlas som monotypisk, det vill säga att den inte delas in i några underarter.

### Släktskap
Albertinebrednäbb placeras som enda art i släktet Pseudocalyptomena. Rothschild som beskrev arten 1909 ansåg att arten var en flugsnappare som bara ytligt sett var lik de asiatiska brednäbbarna av släktet Calyptomena, varför han gav arten släktnamnet "falsk Calyptomena". Senare forskning har visat att det verkligen rör sig om en brednäbb, den enda afrikanska arten inom familjen Eurylaimidae. 

### Familjetillhörighet
Familjerna praktbrednäbbar (Eurylaimidae) och grönbrednäbbar (Calyptomenidae) behandlades tidigare som en och samma familj, Eurylaimidae, med det svenska trivialnamnet brednäbbar. Genetiska studier visar att de inte är varandras närmaste släktingar.

## Status och hot
Albertinebrednäbben har en liten världspopulation bestående av uppskattningsvis endast 2 500–10 000 vuxna individer. Den tros också minska i antal till följd av habitatförlust. Den är därför upptagen på internationella naturvårdsunionen IUCN:s röda lista över hotade arter, kategoriserad som sårbar (VU).

## Namn
Artens vetenskapliga artamn hedrar den österrikiske ornitologen Rudolf Grauer (1871-1927), verksam som samlare av specimen i tropiska Afrika 1904-1911. Tidigare kallades den grauerbrednäbb även på svenska, men justerades 2023 till ett enklare och mer informativt namn av BirdLife Sveriges taxonomikommitté.